# San Juan Viejo, Guanajuato
San Juan Viejo är en ort i Mexiko.   Den ligger i kommunen Acámbaro och delstaten Guanajuato, i den centrala delen av landet, 180 km väster om huvudstaden Mexico City. San Juan Viejo ligger 1 855 meter över havet och antalet invånare är 734.
Terrängen runt San Juan Viejo är platt söderut, men norrut är den kuperad. Runt San Juan Viejo är det ganska tätbefolkat, med 144 invånare per kvadratkilometer. Närmaste större samhälle är Acámbaro, 7,6 km söder om San Juan Viejo. Trakten runt San Juan Viejo består till största delen av jordbruksmark.